# Heptaxodontidae
Heptaxodontidae är en utdöd familj av däggdjur. Heptaxodontidae ingår i underordningen piggsvinsartade gnagare som tillhör ordningen gnagare. Enligt Catalogue of Life omfattar familjen Heptaxodontidae 5 arter fördelade på fyra släkten.
Arterna var oftast medelstora gnagare men en art av släktet Amblyrhiza blev nästan lika stor som en svartbjörn.
Familjens arter levde på karibiska öar som Jamaica, Hispaniola, Puerto Rico, Anguilla och Saint Martin. Det är inte helt utrett om arterna dog ut före indianernas ankomst på öarna. En art levde kanske fram till européernas ankomst under 1500-talet. Det finns spanska dokument som nämner ett djur med namnet "quemi" som kanske tillhörde släktet Quemisia. Berättelsen kan även syfta på en art av släktet Plagiodontia, alltså en bäverråtta.

## Systematik
På grund av molarernas konstruktion betraktas de ibland som nära släktingar till harmöss (Chinchillidae). Hela tanduppsättningen av släktet Quemisia är däremot påfallande lik bäverråttornas (Capromyidae) tänder och kanske bör Heptaxodontidae och bäverråttor betraktas som systertaxon.
Släkten enligt Catalogue of Life:
- Amblyrhiza, en art.
- Clidomys, två arter.
- Elasmodontomys, en art.
- Quemisia, en art.